# Gogolewo (przystanek kolejowy)
Gogolewo – przystanek kolejowy w Gogolewie, w województwie zachodniopomorskim, w Polsce. Na przystanku zatrzymują się pociągi osobowe relacji Runowo Pomorskie – Stargard.

## Ruch pasażerski
| Rok  | Wymiana pasażerska na dobę |
| ---- | -------------------------- |
| 2017 | 10-19                      |
| 2022 | 20-49                      |